# Grimmia olneyi
Grimmia olneyi là một loài Rêu trong họ Grimmiaceae. Loài này được Sull. mô tả khoa học đầu tiên năm 1856.